# Стоп-кадр (фильм)
«Стоп-кадр» (англ. Freeze Frame) — американский телевизионный художественный фильм, поставленный режиссёром Уильямом Байндли по собственному сценарию. Фильм повествует о борьбе молодёжи с коррупцией. В главной роли снялась звезда телесериала «Беверли-Хиллз, 90210» Шеннен Доэрти.

## Сюжет
Группа отважных школьников во главе с Линдсей Скотт хочет не допустить постройки исследовательского центра, к которой так рвётся местный бизнесмен. Вместо положенного парка аттракционов, у него свои взгляды на строительство. Будучи уверенными, что он нечист на руку, команда начинает действовать, для чего вооружается видеокамерой. В их планах — найти компромат и доставить его куда нужно. Например, на телевидение.

## В ролях
- Шеннен Доэрти — Линдсей Скотт
- Робин Дугласс[англ.] — Виктория Кейс
- Чарльз Хейд — доктор Майкл Скотт
- Адам Карл — Брендон
- Райан Ламберт — Трипп
- Сет Майклс — Харрис

## Премьера фильма
Премьера состоялась 1 августа 1993 года в США на видео.